# Alkmaardermeer
Het Alkmaardermeer, vroeger ook Langemeer of Lange Meer genoemd en in de volksmond ook wel bekend als Akerslotermeer, is een meer in de Nederlandse provincie Noord-Holland. Het meer ligt in de gemeente Castricum en grenst aan de kern Akersloot. Samen met het Uitgeestermeer vormt het het Alkmaarder en Uitgeestermeer.
Het meer ligt ten zuiden van de Schermer en dankt zijn naam aan de iets verder naar het noorden gelegen stad Alkmaar. Het maakt deel uit van een doorgaande vaarroute en het is een bekend watersportgebied waar veel wordt gesurft en gewaterskied. Het is het grootste aaneengesloten wateroppervlak in de Schermerboezem, en is daarom van groot belang voor de waterhuishouding in Noord-Holland ten noorden van het Noordzeekanaal, zeker vóórdat rond 1970 het Zaangemaal en gemaal De Helsdeur gereedkwamen.

## Geschiedenis

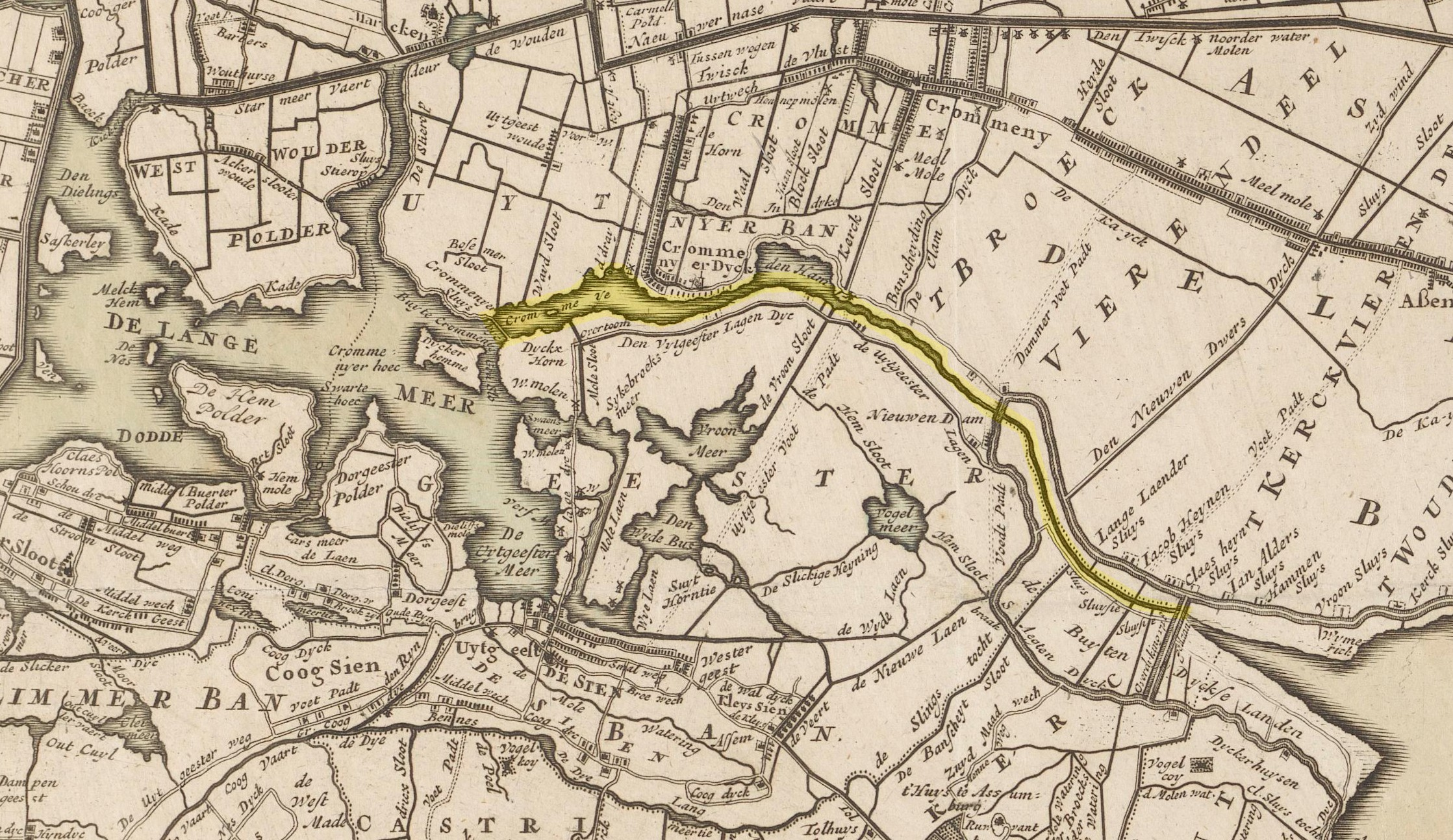
De Lange Meer (links) in 1720

Het Alkmaardermeer is van oorsprong, net als het grootste deel van Holland, veengebied ontstaan uit moeras. In de middeleeuwen ontgon men het veen tot landbouwgebied. Hiervoor werden sloten gegraven om het overtollige water weg te laten lopen naar de veenrivier die door het gebied stroomde. Uitdroging was de oorzaak dat het veen op de lange duur steeds meer inklonk. Bij storm en hoogwater konden hele stukken land langs de rivier wegspoelen, daardoor ontstond er steeds meer open water. Dit bereikte een hoogtepunt bij de Allerheiligenvloed van 1170. Door de gevolgen van die vloed heeft het Alkmaardermeer net als veel andere meren in Noord-Holland grotendeels zijn uiteindelijke vorm gekregen.
In de lengterichting van het huidige Alkmaardermeer liep een rivier die onder andere het Oer-ij met de Schermer verbond. Een rivier die erop aansloot was de Stierop die naar het Starnmeer stroomde.
Het is zeer waarschijnlijk dat er mensen woonden langs de rivier waaruit het Alkmaardermeer is ontstaan. Van deze nederzettingen is echter niets meer terug te vinden. Er bevinden zich wel een aantal eilandjes in het meer die restanten zijn van het land dat er vroeger lag. Voorbeelden zijn de "Saskerlij", de "Nes" en de "Dijker Hemme".
In de loop der eeuwen is het deel van het Oer-ij dat op het Alkmaardermeer uitkwam geleidelijk aan dichtgeslibd en in de 17e eeuw is de Schermer drooggemalen.

## Recreatie en vaarroute
Het Alkmaardermeer is voornamelijk een watersportrecreatiegebied. Het is in de zomer vol met plezierbootjes en er wordt veel gesurft en gewaterskied. Langs de oevers zijn vooral bij Uitgeest goede faciliteiten voor de recreatie. Aan de oostelijke oever is recreatiehaven de Woudhaven gelegen.
Het Alkmaardermeer wordt daarnaast het hele jaar door gebruikt als vaarroute voor schepen die uit de Zaanstreek naar het Noordhollandsch Kanaal varen om zo bijvoorbeeld Alkmaar of Den Helder te bereiken.